# Газюмов Хетаг Русланович
Хетаг Гозюмов  (рос. Хетаг Русланович Гозюмов, азерб. Xetaq Qazyumov, 24 квітня 1981, Алагїр, Республіка Північна Осетія-Аланія) — російський і азербайджанський борець вільного стилю, чемпіон світу, триразовий чемпіон Європи, чемпіон Європейських ігор, олімпійський медаліст.

## Біографія
Боротьбою займається з 1990 року. Перший тренер: Цогоєв Аслан Таймуразович. Тренер: Тедеєв Марік Тотразович. Закінчив Гірський Аграрний університет за спеціальністю інженер-механік.
Уродженець Північної Осетії, на початку своєї спортивної кар'єри виступав за збірну Росії. Був у її складі чемпіоном світу серед юніорів у 2003 та переможцем кубку світу у 2006. З 2007 виступає за збірну Азербайджану.
Нагороджений «Почесним дипломом Президента Азербайджану»

## Спортивні результати на міжнародних змаганнях

### Виступи на Олімпіадах
| Змагання                    | Збірна      | Вагова категорія          | Місце  |
| --------------------------- | ----------- | ------------------------- | ------ |
| Літні Олімпійські ігри 2008 | Азербайджан | вільна боротьба, до 96 кг | Бронза |
| Літні Олімпійські ігри 2012 | Азербайджан | вільна боротьба, до 96 кг | Бронза |
| Літні Олімпійські ігри 2016 | Азербайджан | вільна боротьба, до 97 кг | Срібло |

### Виступи на Чемпіонатах світу
| Змагання                        | Збірна      | Вагова категорія          | Місце  |
| ------------------------------- | ----------- | ------------------------- | ------ |
| Чемпіонат світу з боротьби 2007 | Азербайджан | вільна боротьба, до 96 кг | 9      |
| Чемпіонат світу з боротьби 2009 | Азербайджан | вільна боротьба, до 96 кг | Срібло |
| Чемпіонат світу з боротьби 2010 | Азербайджан | вільна боротьба, до 96 кг | Золото |
| Чемпіонат світу з боротьби 2011 | Азербайджан | вільна боротьба, до 96 кг | 20     |
| Чемпіонат світу з боротьби 2013 | Азербайджан | вільна боротьба, до 96 кг | Срібло |
| Чемпіонат світу з боротьби 2014 | Азербайджан | вільна боротьба, до 97 кг | Срібло |
| Чемпіонат світу з боротьби 2015 | Азербайджан | вільна боротьба, до 97 кг | Бронза |

### Виступи на Чемпіонатах Європи
| Змагання                         | Збірна      | Вагова категорія          | Місце  |
| -------------------------------- | ----------- | ------------------------- | ------ |
| Чемпіонат Європи з боротьби 2008 | Азербайджан | вільна боротьба, до 96 кг | 7      |
| Чемпіонат Європи з боротьби 2009 | Азербайджан | вільна боротьба, до 96 кг | Золото |
| Чемпіонат Європи з боротьби 2010 | Азербайджан | вільна боротьба, до 96 кг | Золото |
| Чемпіонат Європи з боротьби 2011 | Азербайджан | вільна боротьба, до 96 кг | Золото |
| Чемпіонат Європи з боротьби 2013 | Азербайджан | вільна боротьба, до 96 кг | 7      |
| Чемпіонат Європи з боротьби 2014 | Азербайджан | вільна боротьба, до 97 кг | Срібло |

### Виступи на Європейських іграх
| Змагання              | Збірна      | Вагова категорія          | Місце  |
| --------------------- | ----------- | ------------------------- | ------ |
| Європейські ігри 2015 | Азербайджан | вільна боротьба, до 97 кг | Золото |

### Виступи на Кубках світу
| Змагання                    | Збірна      | Вагова категорія          | Місце  |
| --------------------------- | ----------- | ------------------------- | ------ |
| Кубок світу з боротьби 2005 | Росія       | вільна боротьба, до 96 кг | Бронза |
| Кубок світу з боротьби 2006 | Росія       | вільна боротьба, до 96 кг | Золото |
| Кубок світу з боротьби 2009 | Азербайджан | вільна боротьба, до 96 кг | Бронза |
| Кубок світу з боротьби 2010 | Азербайджан | вільна боротьба, до 96 кг | Золото |
| Кубок світу з боротьби 2012 | Азербайджан | вільна боротьба, до 96 кг | Срібло |

### Виступи на інших змаганнях
| Змагання                                                      | Збірна      | Вагова категорія          | Місце  |
| ------------------------------------------------------------- | ----------- | ------------------------- | ------ |
| Гран-прі Німеччини з боротьби 2007                            | Азербайджан | вільна боротьба, до 96 кг | Золото |
| Олімпійський кваліфікаційний турнір з боротьби 2008 (Мартіні) | Азербайджан | вільна боротьба, до 96 кг | Золото |
| Золотий Гран-прі з боротьби 2009                              | Азербайджан | вільна боротьба, до 96 кг | Бронза |
| Золотий Гран-прі з боротьби 2010 (Баку)                       | Азербайджан | вільна боротьба, до 96 кг | Золото |
| Турнір Яшара Догу 2011                                        | Азербайджан | вільна боротьба, до 96 кг | Золото |
| Золотий Гран-прі з боротьби 2011 (Баку)                       | Азербайджан | вільна боротьба, до 96 кг | Золото |
| Турнір Яшара Догу 2012                                        | Азербайджан | вільна боротьба, до 96 кг | Золото |
| Олімпійський кваліфікаційний турнір з боротьби 2012 (Тайюань) | Азербайджан | вільна боротьба, до 96 кг | Золото |
| Турнір Яшара Догу 2013                                        | Азербайджан | вільна боротьба, до 96 кг | Срібло |
| Гран-прі Іспанії з боротьби 2013                              | Азербайджан | вільна боротьба, до 96 кг | Золото |
| Золотий Гран-прі з боротьби 2013 (Баку)                       | Азербайджан | вільна боротьба, до 96 кг | Золото |
| Турнір Яшара Догу 2014                                        | Азербайджан | вільна боротьба, до 97 кг | Золото |
| Золотий Гран-прі з боротьби 2014 (Баку)                       | Азербайджан | вільна боротьба, до 97 кг | Золото |
| Турнір Олександра Медведя 2015                                | Азербайджан | вільна боротьба, до 97 кг | Золото |
| Гран-прі Німеччини з боротьби 2016                            | Азербайджан | вільна боротьба, до 97 кг | Золото |